# Zoológico Municipal de Cachoeira do Sul

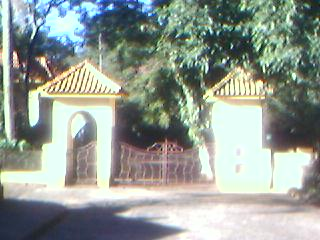
Entrada do Zoológico Municipal de Cachoeira do Sul

O Zoológico Municipal de Cachoeira do Sul é um jardim zoológico localizado no município de Cachoeira do Sul, no estado brasileiro do Rio Grande do Sul.
Criado como mini-zoológico em 13 de dezembro de 1986, a lei municipal nº 2366, de 12/6/1990, transformou-o em jardim botânico e zoológico municipal, com os objetivos de promover, expandir e diversificar ações culturais e educacionais de conhecimento, preservação e registro das espécies vegetais e animais do município, bem como divulgar o acervo e o espaço natural do Parque Municipal da Cultura, um dos principais pontos turísticos de Cachoeira do Sul.
Atividades de educação ambiental, de intercâmbio entre entidades, tanto na área da fauna quanto da flora, e de estudos que estimulem a preservação ambiental são metas permanentes da instituição. 